# Municipio de Norrtälje
Norrtälje (en sueco: Norrtälje kommun) es un municipio de la provincia de Estocolmo, Suecia, en la provincia histórica de Uppland. Su sede se encuentra en la ciudad de Norrtälje.
Es el municipio más grande y septentrional de la provincia de Estocolmo y se formó durante la reforma municipal en 1971 por la fusión de la ciudad de Norrtälje y los municipios rurales de Blidö, Frötuna, Häverö, Lyhundra, Rimbo, Roslags-Länna, Väddö y una parte de Knutby.

## Localidades
Hay 21 áreas urbanas (tätort) en el municipio:
| #  | Tätort                  | Población |
| -- | ----------------------- | --------- |
| 1  | Norrtälje               | 20 721    |
| 2  | Rimbo                   | 5032      |
| 3  | Hallstavik              | 4669      |
| 4  | Älmsta                  | 1388      |
| 5  | Hästängen y Mora        | 710       |
| 6  | Bergshamra              | 595       |
| 7  | Nabbo, Gräddö y Rävsnäs | 589       |
| 8  | Edsbro                  | 595       |
| 9  | Svanberga               | 553       |
| 10 | Spillersboda            | 484       |
| 11 | Rånäs                   | 421       |
| 12 | Grisslehamn             | 416       |
| 13 | Herräng                 | 383       |
| 14 | Södersvik               | 349       |
| 15 | Riala                   | 343       |
| 16 | Sättra                  | 335       |
| 17 | Nysättra                | 292       |
| 18 | Söderby-Karl            | 262       |
| 19 | Finsta                  | 257       |
| 20 | Skebobruk               | 255       |
| 21 | Blidö                   | 242       |

## Ciudades hermanas
Norrtälje esta hermanado o tiene tratado de cooperación con:
- Vihti, Finlandia
- Sel, Noruega
- Paldiski, Estonia
- Kärdla, Estonia
- Rūjiena, Letonia
- Pskov, Rusia
- Sicaya, Bolivia